# پرسی اجرتون هربرت
پرسی اجرتون هربرت (انگلیسی: Percy Egerton Herbert؛ ۱۵ آوریل ۱۸۲۲ – ۷ اکتبر ۱۸۷۶ (۵۴ ساله)) نظامی و سیاست‌مدار اهل ولز بود.